# Gli incantatori
Gli incantatori (The Enchanters) è un romanzo giallo scritto da James Ellroy. Costituisce la terza parte del nuovo L.A. Quintet del quale sono già usciti Perfidia e Questa tempesta. Negli Stati Uniti d'America è stato pubblicato nel settembre del 2023, in Italia nel maggio dell'anno dopo. 
L'autore ha spiegato il titolo del libro raccontando come, negli anni Sessanta, la gente richiedesse implicitamente l'aiuto di persone che le incantassero con alcol, droga e sesso. 

## Trama
1962.

### Parte prima - Esche
4 agosto.
Los Angeles. L'investigatore privato ed ex poliziotto Freddy Otash si occupa di un caso di rapimento: un'attricetta, Gwen Perloff, è stata prelevata da alcuni uomini. Su pressione del potente produttore della Twentieth Century Fox Darryl F. Zanuck, il capo della polizia Bill Parker chiede aiuto a Otash e ai suoi amici Max e Red, due membri della squadra speciale dei Cappelli: questi rintracciano un sospettato, Richie Danforth, il quale, prima di essere tirato giù da una scogliera a opera dello stesso Otash, rivela che quanto successo è soltanto una facciata. La donna viene effettivamente ritrovata poco dopo e si parla di altri quattro rapitori, ma Freddy è convinto che ci sia davvero qualcosa di strano in quanto avvenuto: a occuparsi del caso c'è anche 'Motel Mike' Bayless, uomo dello sceriffo Pete Pitchess, che per questioni di territorio avrebbe dovuto occuparsi di Gwen in quanto di giurisdizione sua e del suo Shit, l'Intelligence di West Hollywood.
Mentre cerca di collegare gli elementi Otash viene contattato da Peter Lawford, il quale gli spiega di aver trovato morta Marilyn Monroe. Il detective entra nella casa dell'attrice e, fotografando qua e là, scopre che la donna era stata intercettata non solo da lui precedentemente ma anche da altri; trova anche, vicino al cadavere, qualche impronta di grossi piedi maschili e alcune polaroid con Marilyn e un uomo biondo intenti a eseguire atti sessuali. Su di esse ci sono tracce di sperma.

### Parte seconda - Intercettazioni
9 aprile - 4 agosto.
Jimmy Hoffa è in guerra coi Kennedy e incarica Otash di raccogliere informazioni su di loro e su Marilyn Monroe, che si dice sia amante del presidente John e di suo fratello Bobby. Tra le abitazioni che vengono messe sotto esame c'è anche quella di Lawford, che non è solo chi recluta giovani ragazze per le tresche di JFK ma è pure suo cognato in quanto sposato con la sorella Pat, che è una vecchia fiamma di Otash. Questi, col tempo, è divenuto un fervido consumatore di alcol e droghe. Per l'incarico contatta alcuni suoi collaboratori: Nat, Phil e Robbie.
L'investigatore entra in casa di Marilyn, piazza le cimici, perquisisce un po' ovunque a caccia di informazioni utili. Pedinandola e ascoltandone le telefonate Otash assiste al triste declino della diva: ella si sfoga col dottor Ralph Greenson, psicologo che la disprezza; risolve le crisi personali buttando giù alcol e medicine; gironzola con federe piene di monetine per chiamare da telefoni pubblici indossando abiti per donne grasse; va e torna dal Messico sotto falso nome in compagnia di un certo José Bolanos; pianta una grana dopo l'altra sul set di Something's Got to Give fino a essere licenziata dalla Fox perché Zanuck vuole far uscire quanto prima il film per rifarsi del flop annunciato di Cleopatra. Marilyn viene scaricata anche dai Kennedy. Otash approfitta della sorveglianza su Lawford per controllare Pat.
Allo stesso evento Otash adocchia una certa Deedee Grenier, che col fratello Paul Mitchell organizza ricatti ai danni di chi cerca avventure extraconiugali nel bar dove lei lavora. Freddy la mette alle strette chiedendole informazioni: lei nega, come Pat, che Bobby Kennedy abbia mai approfittato di Marilyn, la quale rimane fuori dai radar dello Shit perché favorisce prestazioni sessuali allo sceriffo ma è comunque controllata dal LAPD di Parker. L'attrice sembra avere conoscenze in ambito criminale, racconta regolarmente balle sulla sua vita privata, frequenta le celebrità e spende tutto quello che ha. Successivamente Otash intercetta una telefonata in cui Eleanora, una ragazza che lavorava al party di Pat, chiede a Lawford informazioni su un certo Rick Dawes, cameriere omosessuale il cui nome era stato annotato da Marilyn e che sembra coinvolto in alcuni furti con scasso.
A un certo punto, però, l'indagine si arena: né Marilyn né Lawford offrono spunti interessanti, e in Otash l'eccesso di alcol e droghe comincia a farsi sentire. Così l'investigatore sceglie di abbandonare l'incarico e rimettersi in sesto togliendo, peraltro, tutte le cimici dalla casa dell'attrice. Poco tempo dopo Bill Parker gli telefona per informarlo di un rapimento, così si ritrova insieme a sue vecchie conoscenze, tra cui Max e Red.

### Parte terza - Il siero della verità
4-20 agosto.
L'indagine sul caso Monroe, avendo preso lui la telefonata in centrale, è del sergente Jack Clemmons, che è amico del datore di lavoro di Deedee, il barman ed ex poliziotto di estrema destra Norm Krause. Poco dopo giunge anche Robert Kennedy, che col fratello vuole mettere a tacere ogni congettura sulla morte della diva screditandola a dovere, perciò Parker incarica Otash di costituire un fascicolo diffamatorio su Marilyn in modo da screditare la consapevolezza pubblica dei suoi presunti comportamenti coi Kennedy; è importante, però, che il materiale trovato sia verificabile e non frutto di menzogne. Al capo della polizia è stato assicurato, in cambio, il ruolo di direttore dell'FBI ma lui non si fida e vuole incartamenti compromettenti anche sulla famiglia presidenziale a cui ricorrere se necessario. Parker sa che Otash ha già intercettato Marilyn perché Robbie gli ha spifferato tutto, e requisice al detective il materiale finora ottenuto. Ciò, quantomeno, dà a Freddy una scusa per svincolarsi da Hoffa.
La morte di Marilyn è dovuta a un'overdose di barbiturici, quindi un suicidio; il suo corpo presenta una vecchia cicatrice sul bicipite dovuta a un morso. Uno dei sospettati per il sequestro di Gwen Perloff, un certo Buzzy Stein, è morto suicida in carcere. In giro ci sono altri tre rapitori.
Otash viene nuovamente assunto in polizia col grado di tenente così da avere maggior libertà nelle indagini sul caso Perloff e nella demonizzazione di Marilyn. Ora collabora con Daryl Gates, che prenderà il posto di Parker quando andrà all'FBI. Mike Bayless racconta a Freddy che Gwen e Zanuck sono amanti, e che il rapimento di lei è stato comunicato a lui tramite telefonata di un'anziana donna. Su Danforth non esiste alcun fascicolo, sembra un fantasma; l'attricetta invece è una cara amica di Del Kinney, responsabile della sicurezza alla Fox ed ex poliziotto che si occupò senza successo di Mitzi, sorella di Gwen scomparsa a 8 anni e mai ritrovata. L'uomo ha legami con grossi azionisti della Fox, i fratelli Aadland, impegnati nel commercio di film porno.
Coi fidi Nat Denkins e Phil Irwin, Otash porta avanti anche la ricerca di aneddoti discolpanti su Marilyn. L'insegnante di recitazione della diva, Natasha Lytess, è stata vista mentre la spiava tra le mura domestiche. Una successiva indagine a casa Monroe porta alla luce una cantina scavata da Marilyn: in essa Otash trova un baule con barbiturici prescritti anni prima da un certo dottor Sheldon Mandel e un biglietto che riporta il numero della casella postale n°6969 di un'attività chiamata Bev's Switchboard; Freddy risale così a un giro di imprenditori che intendono capitalizzare ai danni della Fox dopo il sicuro fiasco di Cleopatra vendendo buoni al portatore intestati alla società. Il dottor Mandel, invece, pare che anni prima conoscesse un gran giro di attricette e ragazze squillo e che smerciasse medicinali e preservativi.

### Parte quarta - Pacchetto strizzacervelli
21-28 agosto.
Greenson dipinge Marilyn come una bugiarda patologica che i Kennedy avrebbero, in qualche modo, umiliato nel 1948, l'anno in cui lei aveva conosciuto Mandel dopo il suicidio dell'attrice Carole Landis. Una foto di quest'ultima all'obitorio è stata inviata a casa Monroe da chissà chi insieme a un biglietto: "Ho amato lei prima di amare te". Marilyn poi venerava anche un certo Paul De River, chirurgo e aspirante psichiatra con un discutibile passato al reparto reati sessuali del LAPD, che la assecondava in pensieri criminali; il dottore non collabora alle indagini. Un'amica di Marilyn, Jeanne Carmen, spiega che la diva nel 1948 faceva la squillo, e che Mandel attualmente è parente acquisito dei fratelli Aadland. Natasha Lytess, molto provata da un tumore, invece conferma che Marilyn parlava di informazioni compromettenti su JFK; le due, dopo una breve relazione sentimentale, hanno smesso di frequentarsi nel 1956 ma la donna è sempre rimasta attratta dalla diva.
Otash segue allora la pista del morso: è convinto che ad averlo dato a Marilyn sia il biondo nelle foto rinvenute. Spulciando vecchi video trova riprese del maggio 1962 circa una protesta contro la polizia in cui la diva a un certo punto cambia identità con un'iniezione di collagene e indossando altri abiti.
Caso Perloff: Otash si convince che Gwen sia complice del suo stesso sequestro, così spilla informazioni importanti a Kinney: tra i complici della donna c'è nientemeno che Paul Mitchell Grenier, descritto come attore porno bisessuale abituato a mordere. Successive ricerche su varie riviste di spettacolo illustrano che Gwen, Marilyn e Paul Mitchell sono cresciuti nello stesso orfanotrofio a Hollygrove: le due piste che Freddy sta seguendo si intersecano. Pat poi racconta a Otash di aver visto Gwen consegnare a Lawford un catalogo pieno di foto di ragazze nude da proporre a JFK. 
José Bolanos è probabilmente un informatore dei federali, quindi su di lui non compare nulla. Otash però trova una foto di Paul Mitchell e riconosce il biondo nelle polaroid con Marilyn. I due avevano progettato di fare insieme un film porno poi mai realizzato. Ottenuto il mandato per esaminare la fatidica casella postale 6969 e le successive al Bev's, Otash trova volantini di feste con annessi scambi di mogli organizzate dagli imprenditori che tramano contro la Fox. Uno di questi eventi avrà luogo a inizio settembre.
Sentendo parlare Gwen in un film, Otash riconosce la voce di quell'Eleanora che chiedeva a Lawford informazioni su Rick Dawes.

### Parte quinta - Scambio di mogli
28-30 agosto.
In un giornale qualcuno scrive di effrazioni in case di donne sole compiuti tra il 1961 e il 1962 da un uomo definito "psicopatico psicolabile" che distrugge gli oggetti, ci eiacula sopra e lascia messaggi composti incollando insieme lettere tagliate da giornali e riviste: tutto è accaduto proprio nella zona dove viveva Marilyn, e anche lei, in una telefonata, diceva di aver trovato uno di quei foglietti (però mai rinvenuto da Otash). In una delle effrazioni invece il misterioso individuo ha lasciato una foto di Carole Landis all'obitorio tipo quella trovata a casa Monroe. L'autore del pezzo sulle effrazioni è Sid Leffler, detective di West Los Angeles che studia le menti criminali con Paul De River. 
Un fascicolo sui furti con scasso eseguiti da Dawes porta a una clamorosa scoperta: Rick, cioè l'uomo ricercato da Gwen/Eleanora presso Lawford, e Richard Danforth erano la stessa persona, e prima era conosciuto come Ronald Dewhurst. Lui è anche, ora, il papabile "psicopatico psicolabile" nonché la prova più evidente che il rapimento Perloff era tutta una montatura.

### Parte sesta - Maniaco sessuale
31 agosto - 8 settembre
Con gli appunti presi da Leffler e dal suo vice J.T. Meadows, Otash si mette a indagare sul caso dello "psicopatico psicolabile", che può essere dietro alla morte di Marilyn visto che è entrato pure nella sua casa e che ormai è derubricato come Maniaco. Il piano: trovarlo, eliminarlo e dargli la colpa della morte della diva, così da coprire le tresche di lei coi Kennedy. Le tracce nelle varie abitazioni violate portano a due uomini diversi: uno è davvero Dewhurst, ma bisogna identificare l'altro. Un giro nell'edificio dove Gwen è stata liberata, e dove Otash sa che la ragazza vi era già recata mesi prima, illustra che anche Marilyn era stata lì insieme alla giovane attrice.
Edna Medina, pettinatrice di Marilyn sul set di Something's Got to Give, rivela che la diva le aveva rivelato di trafficare buoni al portatore e droga tra USA e Messico assumendo l'identità di un'anziana russa (Natasha?) per conto di un certo Bolanos, e che fosse in contatto con una donna per prendere il controllo della Fox. La società che ne sarebbe conseguita si sarebbe chiamata Mar-Gwen.
Arriva il giorno del party con annesso scambio di mogli. Nel pomeriggio Parker e Pitchess si incontrano e il primo chiede all'altro perché Bayless abbia presenziato al ritrovamento di Glen salvo poi tornarsene nello Shit abbandonando il caso; lo sceriffo non sa dare risposta. Otash deduce che sia proprio Motel Mike ad aver ideato il finto rapimento, e la sera si imbuca alla festa della Fox in cerca degli imprenditori che stanno arricchendosi ai danni della società. Qui, a sorpresa, trova Gwen ma questa non offre collaborazione.
Timmy Berlin, montatore della Fox ed ex fidanzato di Marilyn, spiega non solo di aver visto lei e Natasha parlare di collagene e documenti falsi a inizio aprile, ma anche che la diva, Paul Mitchell e Albie, fratello minore degli Aadland, da piccoli erano amici di un piccolo messicano che frequentava la banda dei Nite Owl, dedita ai furti con scasso. Rintracciandone, finalmente, l'abitazione, Otash trova Paul Mitchell ma deve ucciderlo quando questi lo aggredisce con addosso una folle dentatura da tigre.

### Parte settima - Sogno drogato
9 settembre.
Otash occulta il cadavere di Paul Mitchell e prende diverse prove dal suo appartamento. Poi, dopo aver fumato oppio, ha strani sogni in cui rimescola quanto accaduto finora.

### Parte ottava - Obiettivo a infrarossi
10-16 settembre.
Otash legge il rapporto sul suicidio di Carole Landis, e tra i nomi di chi la conosce c'è pure Marcia Maria Davenport, proprietaria della casa a cui corrisponde la prima effrazione del 1961. La donna spiega che lei e le altre vittime del Maniaco si erano trovate assieme a un ballo per ragazze divorziate, e che, avendo lavorato per Carole Landis, le sentì dire di aver conosciuto Marilyn e Gwen. Albie Aadland invece non collabora, ma Otash capisce subito che l'uomo è collegato a tutta l'indagine. Sceglie dunque di seguire la pista del piccolo messicano cercando tra le famiglie latine nei dintorni di Hollygrove; trova così una corrispondenza con Juan "Manny" Salas, compagno di Ingrid, una delle ragazze che Lawford aveva fotografato per il catalogo da offrire a JFK. Conosce poi Preston Fong, testimone di una delle effrazioni, che descrive un ladro alto e biondo. I fratelli Aadland tentano di fermare Freddy poiché amici di Hoffa e sostenitori di Hoover, quindi poco propensi ad avere Parker nuovo direttore dell'FBI, ma il detective non si fa intimidire. 
Otash trova un video di sorveglianza risalente a mesi prima: vede Marilyn, iniettata di collagene durante una protesta in strada, interloquire con Motel Mike; lui zoppica con la gamba sinistra, e le tracce trovate accanto al cadavere di Marilyn indicavano un difetto di questo tipo. Poco dopo si vede con Bobby Kennedy: questi lo rassicura sul fatto che non lo incriminerà per l'operazione Hoffa. 
Considerando quanti collegamenti ci siano con la Fox, e ipotizzando che Liz Taylor possa saper qualcosa di gustoso, Otash la fa agganciare dall'attore Bo Belinsky. A lui la celebre attrice rivela prontamente che José Bolanos sta organizzando vacanze per scambisti e feste a base di droga a Tijuana e ha contatti con Hoffa e gli Aadland. Per lui, Marilyn contrabbandava eroina dal Messico facendosi aiutare da Natasha e De River. Liz spiega pure che Gwen falsifica buoni al portatore per truffe ai danni della Fox con l'appoggio degli Aadland, i quelli possedevano, con Shelley Mandel, appartamenti per squillo. In uno di questi, sito a Pavia Place, era stata portata insieme a Roddy McDowall con due poliziotti, Norm Krause e Jack Clemmons, a far loro da scorta. Qui era stata vista Carole Landis poco prima che si uccidesse. Un caso che la telefonata che denunciava la morte di Marilyn alla polizia sia toccata proprio a Clemmons?

### Parte nona - Effrazione
17-28 settembre.
Roddy rivela che Carole aveva posato per un mazzo di carte pornografiche venendo fotografata da Orson Welles; Krause e Clemmons, all'epoca, accompagnavano i pezzi grossi degli Studios in posti riservati come fumerie d'oppio, bar per omosessuali e appartamenti di squillo. Mandel gli risulta attualmente ritiratosi in una clinica di disintossicazione gestita da Terry Lux. Marilyn, secondo Greenson, ha preso la strada sbagliata quando Gwen le ha fatto conoscere De River; le pillole con cui si è uccisa gliele procurava un suo fan anonimo e lei le nascondeva sottoterra in giardino. Freddy le ritrova e intuisce che sia stato il maniaco delle effrazioni le abbia prodotte da sé.
Interrogando Manny, Otash ricostruisce una parte dell'intreccio: il piccolo messicano era lui, e nella prigione di Chino aveva conosciuto Paul Mitchell. Insieme erano stati agganciati da Albie, che frequentava quel carcere per reclutare detenuti da sottoporre a Paul De River per i suoi studi teorici e pratici sulla mente criminale.
Clemmons confessa che, incastrato da Motel Mike e divenuto suo informatore, il 4 agosto doveva attendere una telefonata in ufficio, ma pensava si riferisse al sequestro di Gwen. Afferma inoltre che tra gli anni Quaranta e Cinquanta lui e Norm controllavano la gente del cinema affinché non si cacciasse nei guai in posti equivoci, e che l'incarico riguardava anche Leffler. Krause rivela solo che tra i loro protetti c'erano Roddy McDowall e Liz Taylor.
Una chiave per sciogliere tutti i nodi possono costituirla i diari che Pat ha tenuto nel corso degli anni, sperando ci siano retroscena su Lawford e cosa accadde di tanto umiliante a John F. Kennedy nel 1948. Li consulta e si fa un'idea su viaggi aerei compiuti da Bobby quell'anno.
Un primo controllo sul ballo delle divorziate menzionato dalla signora Davenport non aveva portato ad alcun risultato, ma il maîrre fa sapere che si è ricordato di uno dei camerieri era stato assunto solo provvisoriamente: egli ha avuto denunce per effrazioni e per violenza sessuale e ha gruppo sanguigno AB positivo, lo stesso ricavato dallo sperma sulle foto porno di Marilyn. Otash, Max e J.T. si recano da Preston per sottoporgli l'identikit e a casa sua lo trovano con Manny: ne segue immediatamente una sparatoria in cui i due uccidono J.T. prima di rimanere senza vita. Nell'abitazione ci sono gli strumenti per la produzione di barbiturici.

### Parte decima - Mazzo porno
29 settembre - 12 ottobre.
Preston Fong in realtà si chiamava Terry Aquino ed era uno scassinatore con diploma in chimica che aveva conosciuto Paul Mitchell e Manny in carcere. Era stato anch'egli reclutato da Albie. Aveva commesso le varie effrazioni con Dawes/Danforth/Dewhurst, conosciuto chissà quando; suo padre gli aveva inculcato strane teorie sui poteri del suo sperma e il vizio dei messaggi scritti con lettere ritagliate dai giornali; la nuova identità gli era stata trovata dagli Aadland i quali avevano cambiato il suo gruppo sanguigno AB nel più comune 0. De River era per lui un fratello maggiore e gli assecondava il fascino per il crimine e il sesso; in una lettera tra i due l'orientale parla dell'appartamento equivoco di Leffler.
Alcune foto di Gwen a scuola fanno scoprire a Otash la reale identità di Dewhurst: Roger Alan Denfrey.
Otash, nel frattempo invaghitosi di Gwen, continua a pensare a Mitzi. Ne parla con Kinney e decide di rispolverare i documenti dell'indagine condotta nel 1937. Qui trova una testimonianza che vede Mitzi scendere dall'autobus insieme a due ragazzini di dodici e quattordici anni. Otash consulta gli annuari della scuola frequentata da Mitzi e risale a loro: erano Roger e Albie.
La polizia prepara mandati di comparizione per Natasha, Motel Mike, Leffler e Gwen, a cui viene offerta l'immunità in cambio della piena collaborazione. Le deposizioni raccolte ricostruiscono, finalmente, l'intera vicenda.
La deposizione di Motel Mike Bayless: conferma di essere a casa di Marilyn il 4 agosto. La telefonata di Natasha a Zanuck, con conseguente arrivo di Otash e dei Cappelli, rovina il piano di Gwen. L'anziana donna conosce infatti dove si trovino Danforth e Stein e vuole fermare quel folle progetto. Gli altri tre complici sono Paul Mitchell, Albie e Manny, che inoltre intercetta Marilyn e la sente poi chiamare Lowell Farr pentendosi di aver portato alla morte un uomo, quello ucciso proprio da Otash e prontamente annunciata alla radio. Motel Mike si reca dalla diva per calmarla ma la trova morta e fugge dalla finestra all'arrivo di Lawford. Otash realizza che la morte di Marilyn è dovuta a un omicidio da lui commesso perché Lowell non è riuscita a tranquillizzarla e lei allora si è imbottita di pillole fino a morire.
La deposizione di Natasha Lytess: alla fine degli anni Quaranta De River lavora per Otto Preminger Sul set il dottore si trova bene con Natasha, che gli presenta Marilyn Monroe. L'attrice va da lui a tirare fuori strampalate idee criminali: è affascinata dalla vita al limite di Gwen, conosciuta a Hollygrove e in prima linea quando si tratta di furti ed effrazioni. Per costruire una seconda vita a Marilyn De River chiede aiuto a Natasha, ed è così che lei conosce Motel Mike, Manny, Paul Mitchell e Albie. Insieme a Gwen, il gruppo organizza un finto rapimento a scopo pubblicitario per reinvestire parte dei guadagni nei piani criminali che giravano alla Fox. Marilyn escogita l'idea della Mar-Gwen e vuole unirsi al traffico di buoni al portatore ordito dai fratelli di Albie con José Bolanos e Gwen. Le follie della diva, tra le bizze sul set, le bugie e le fantomatiche notizie su JFK nel 1948, rovinano tutto scatenando dissapori nel gruppo; Natasha teme infine per la sicurezza della sua ex amante e chiama Zanuck per rivelare il sequestro.
La deposizione di Sid Leffler: conosce Gwen nel 1950 a una terapia di gruppo gestita da De River dove lei presenzia lei a causa di una condanna per adescamento. La ragazza si dichiara convinta che la sua sorellina sia stata uccisa da un tal Roger che si vanta di ammazzare ragazzine. In realtà entrambi hanno visto Albie strangolare Mitzi e ne hanno allora occultato il cadavere con l'aiuto degli Aadland, per i quali Sid compie lavoretti.
La deposizione di Gwen Perloff: già da piccola frequenta Manny, Paul Mitchell e Albie, che è mezzo bruciato mentalmente perché usato dai suoi fratelli come cavia per le droghe. Alla scomparsa di Mitzi Gwen va fuori di testa e comincia a delinquere, così dalla casa famiglia viene spedita in orfanotrofio. Qui trova Marilyn e ne diviene amica fino ad affascinarla; intanto cova vendetta su Roger, secondo lei l'omicida della sorellina. Manny si dà ai furti con scasso, Paul Mitchell fa il gigolò col vizio del morso, Marilyn e Gwen diventano squillo. Nel 1948 Sid, tirapiedi degli Aadland, le porta all'appartamento di Pavia Place, dove conoscono Mandel, che diventerà medico di Marilyn. Molte celebrità sono scortate qui da Norm e Jack; a preparare le droghe c'è Aquino. Compare anche Carole Landis, la cui domestica, Marcia Davenport, assume Marilyn e Gwen per controllare la casa della giovane attrice quando lei è assente; loro invece vi portano Manny, il quale la saccheggia. Poco dopo, nell'abitazione equivoca, compare l'allora membro del congresso John F. Kennedy: lui adocchia Marilyn e insieme partecipano alla nuova idea di Mandel: i mazzi di carte porno. Carole è innamorata di JFK ma quando rientra in città scopre questa faccenda e, già provata dalla sua vita sentimentale, dà i numeri, così Gwen e Marilyn la portano a casa; Aquino, innamorato di lei, le segue e sente Marilyn parlare di pillole e consigliare a Carole di dormire: lei invece si uccide ingoiando psicofarmaci. JFK intanto è intontito di oppio e cocaina, al limite del coma, così viene chiamato Bobby, allora ventiduenne, che salva suo fratello e vede Gwen con cui, per alcuni giorni, intraprende una relazione. Lei fa in tempo ad attaccargli la gonorrea, che Mandel gli curerà con la penicillina. Anni dopo, una condanna per adescamento porta Gwen da De River in sedute terapiche dove conosce anche Motel Mike, di cui diventa amante e informatrice in cambio della caccia a Roger. Al poliziotto Gwen fa conoscere il suo discutibile gruppo di amici; lui si fidanza con Marilyn, ne riconosce la mentalità criminale e invita Gwen a soddisfarla. Lei intanto inizia una storia con Zanuck e ottiene ruoli in film di serie B. Nel 1954 JFK ritrova Marilyn e ne diventa amante pur non riconoscendola come la ragazzina del mazzo di carte, che lei vuole ritrovare ma sembra sparito nel nulla. Motel Mike alla fine trova Roger, divenuto cameriere di nome Rick Dawes, e Gwen lo inserisce nel progetto del rapimento per poi farlo incastrare; lui conferma di aver commesso furti con effrazione insieme ad Aquino. Intanto Albie parla ai suoi fratelli del piano di Marilyn per mettere le mani sulla Fox e coinvolgono Hoffa per rubarglielo tirando fuori l'idea dei buoni al portatore falsi.
Gwen, Motel Mike, Natasha e Sid ottengono l'immunità; Otash porta Gwen da Albie e glielo fa uccidere; poi, saputo che gran parte dei mazzi porno sono in mano al sindaco Yorty, va da quest'ultimo, gli acquista quello con JFK e Marilyn e lo consegna a Bobby. Questi, che coprirà la morte di Albie, gli rivela che il suo vero incarico era trovare proprio quelle carte e che Hoffa lo aveva contattato perché voleva partire da Marilyn per capire se il suo piano di appropriarsi della Fox con gli Aadland stesse andando nella giusta direzione. Ora Bobby userà i tre fratelli come informatori da far testimoniare nel processo contro Hoffa. Parker non otterrà la direzione dell'FBI perché troppo incline all'alcol; Gwen lascia la città; José Bolanos rimane latitante.
Il compenso per Otash è di cinquantamila dollari. Il detective va a casa di Natasha e le lascia tutto il denaro con un biglietto di auguri per una pronta guarigione.

## Accoglienza
Il libro, che è il secondo romanzo in cui Ellroy presenta Fred Otash come protagonista (il primo era stato Panico), ha riscosso grande successo pur lasciando qualche perplessità per il modo con cui viene illustrata una Marilyn Monroe priva di calore umano e sempre relegata in secondo piano.  L'autore, dal canto suo, non ha mai nascosto il suo disprezzo per la celebre attrice. 

## Seguito
In un'intervista al Corriere della Sera nell'aprile del 2024 Ellroy ha confermato di essere al lavoro sul sequel del libro: ambientato ancora nel 1962, vedrà Otash avere a che fare con Richard Nixon e i comunisti.

## Edizioni
- James Ellroy, Gli incantatori, traduzione di Alfredo Colitto, 7 maggio 2024 - Giulio Einaudi Editore, ISBN 978-88-06-25635-7